# Egnach
Egnach est une commune suisse du canton de Thurgovie, située dans le district d'Arbon.

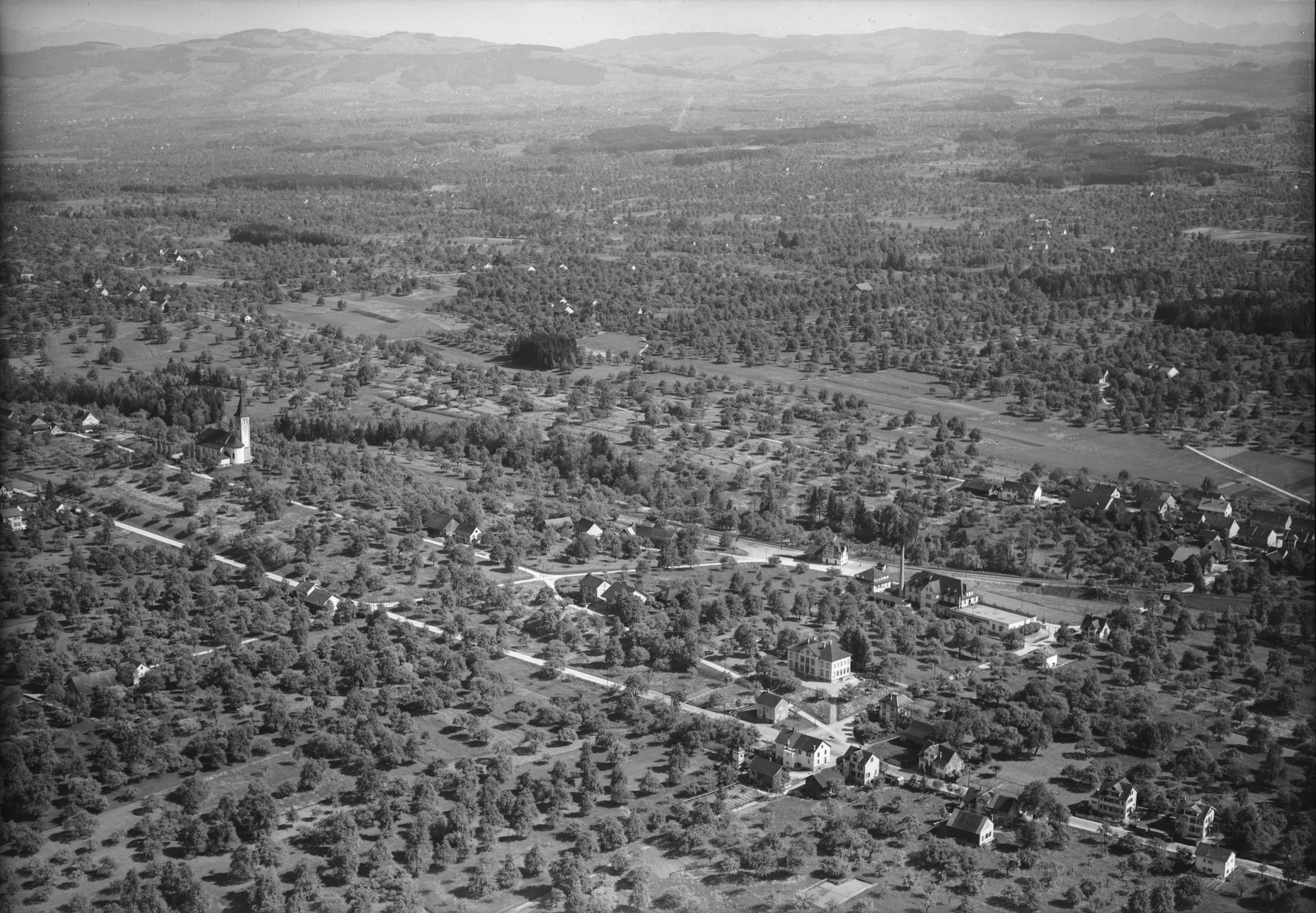
Photo aérienne (1949).